# Politie-inval in Laakkwartier in Den Haag

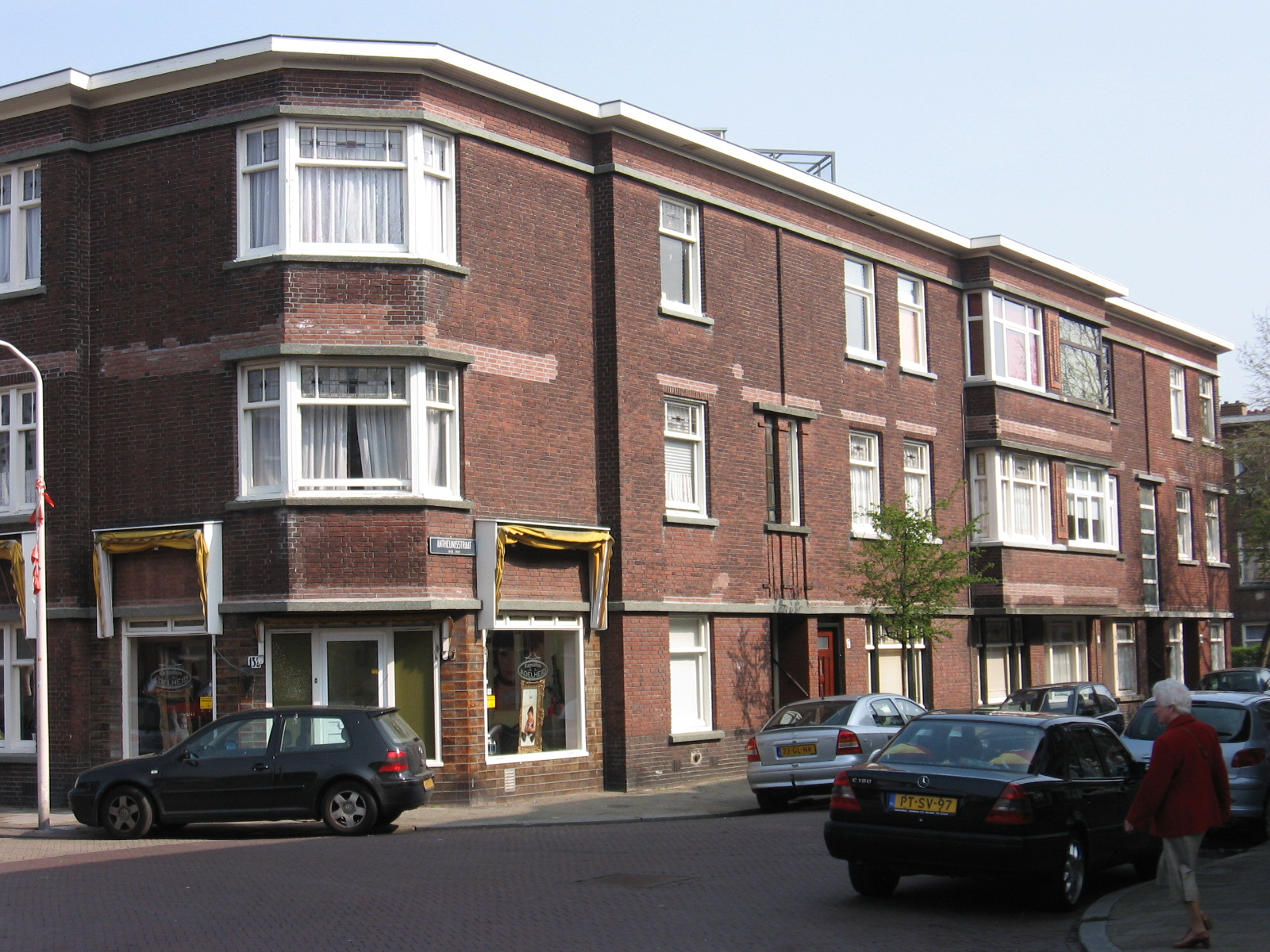
Antheunisstraat

De politie-inval in Laakkwartier in Den Haag was een inval van de politie en AIVD op 10 november 2004 in een huis in de Antheunisstraat in het Laakkwartier in Den Haag. In het huis bevonden zich Ismail Akhnikh en Jason Walters, twee mannen die behoorden, zo bleek later, tot de Hofstadgroep. Het huis was door de AIVD van afluisterapparatuur voorzien en aan het tweetal verhuurd.

## Tijdslijn
- Rond 2.30 uur begint de actie met een inval in een woning, er wordt een explosie gehoord. Er wordt aangenomen dat er op de deur van de woning een boobytrap zat en er wordt een handgranaat gegooid vanuit de woning.
- Na 3.00 uur worden er schoten gehoord in de straat.
- Om 5.55 uur worden drie gewonde agenten afgevoerd. Politie zet de buurt af en bewoners mogen nog wel weg, maar niet terug.
- Rond 7.00 uur arriveert er een arrestatieteam.
- Rond 7.45 uur worden buurtbewoners opgevangen in de Aula van de Haagse Hogeschool.
- Rond 8.30 uur verschijnen ambulances en brandweerwagens in de omgeving die op verschillende posities opgesteld worden. Ook wordt het luchtruim boven Den Haag gesloten voor al het vliegverkeer tot op een hoogte van 700 meter en een straal van 7400 meter rond het Laakkwartier, dit om te voorkomen dat er pershelikopters ingezet worden voor de verslaggeving.
- Rond 9.30 worden er scherpschutters gesignaleerd van de Brigade Speciale Beveiligingsopdrachten (BSB) van de Koninklijke Marechaussee.
- Rond 9.45 uur geeft de Haagse driehoek een persconferentie.
- Rond 11.30 bezoekt burgemeester Wim Deetman de bewoners die opgevangen zijn in de Haagse Hogeschool.
- Rond 12.10 verklaart minister-president Jan Peter Balkenende dat hij het diep betreurt dat de actie in Den Haag nodig was.
- Rond 13.30 houdt minister-president Jan Peter Balkenende een toespraak waarin hij een verband legt tussen de brandstichtingen in scholen en kerken in verschillende plaatsen in Nederland en de inval in de woning in het Laakkwartier.
- Rond 14.00 uur gaan er geruchten dat er tanks en helikopters onderweg zijn naar Den Haag. Deze geruchten worden later ontzenuwd.
- Inmiddels is ook de internationale pers massaal naar de buurt getrokken. Vooral de Spaanse pers is heel erg geïnteresseerd en vergelijkt de inval met  een mislukte inval van de Spaanse politie na de bomaanslagen in Madrid waarbij het omsingelde huis door de terroristen werd opgeblazen.
- Rond 15.20 uur staat een team van het energiebedrijf Eneco klaar om de elektriciteit en het gas af te sluiten.
- Rond 15.30 worden twee buurtbewoners aangehouden omdat ze tegen politie-instructies in probeerden terug te keren naar hun woning.
- Rond 16.30 begint de bestorming van het huis.
- Op hetzelfde moment breken ook relletjes uit tussen omstanders, enerzijds Haagse autochtone jongeren en anderzijds moslims.
- Rond 17.39 uur is de actie afgelopen en worden twee mensen gearresteerd; een ervan wordt per ambulance afgevoerd.

## Onderzoek en uitspraak rechtbank
Op 13 november 2004 werd bekend dat de reden van de arrestatie was dat de twee aanslagen beraamden op de Tweede Kamerleden Ayaan Hirsi Ali en Geert Wilders.

### Uitspraak rechtbank
Op 10 maart 2006 in de uitspraak tegen de Hofstadgroep achtte de rechtbank het bewezen dat de AIVD een rol heeft gespeeld in de verhuur van het huis aan Jason Walters om hem daar te kunnen afluisteren. 
De verdachten werden vrijgesproken voor het feit dat zij van plan waren de parlementariërs te vermoorden, maar kregen 15 jaar (Walters) en 13 jaar cel (Akhnikh) voor het gooien van een handgranaat met de intentie een of meerdere leden van het arrestatieteam te doden. Overigens was de rechtbank van mening dat het gooien van de handgranaat geen terroristisch oogmerk had. 
De woning in de Antheunisstraat werd verhuurd door een persoon zich noemende "Ed Aarts". De echte identiteit van deze persoon was volgens de rechtbank niet te achterhalen. Op een visitekaartje van deze "Ed Aarts" stond een telefoonnummer dat van de AIVD was.